# Troick (rejon kałmański)
Troick (ros. Троицк) – osiedle w Rosji, w Kraju Ałtajskim, w rejonie kałmańskim. W 2010 liczyło 626 mieszkańców.